# Herzogtum Freystadt
Das Herzogtum Freystadt entstand 1378 als Teilherzogtum von Glogau, das seit 1331 ein Lehen der Krone Böhmen war. Es wurde von den Schlesischen Piasten regiert. Residenzort war die gleichnamige Stadt Freystadt (seit 1945 Kożuchów in der Woiwodschaft Lebus in Polen).

## Geschichte

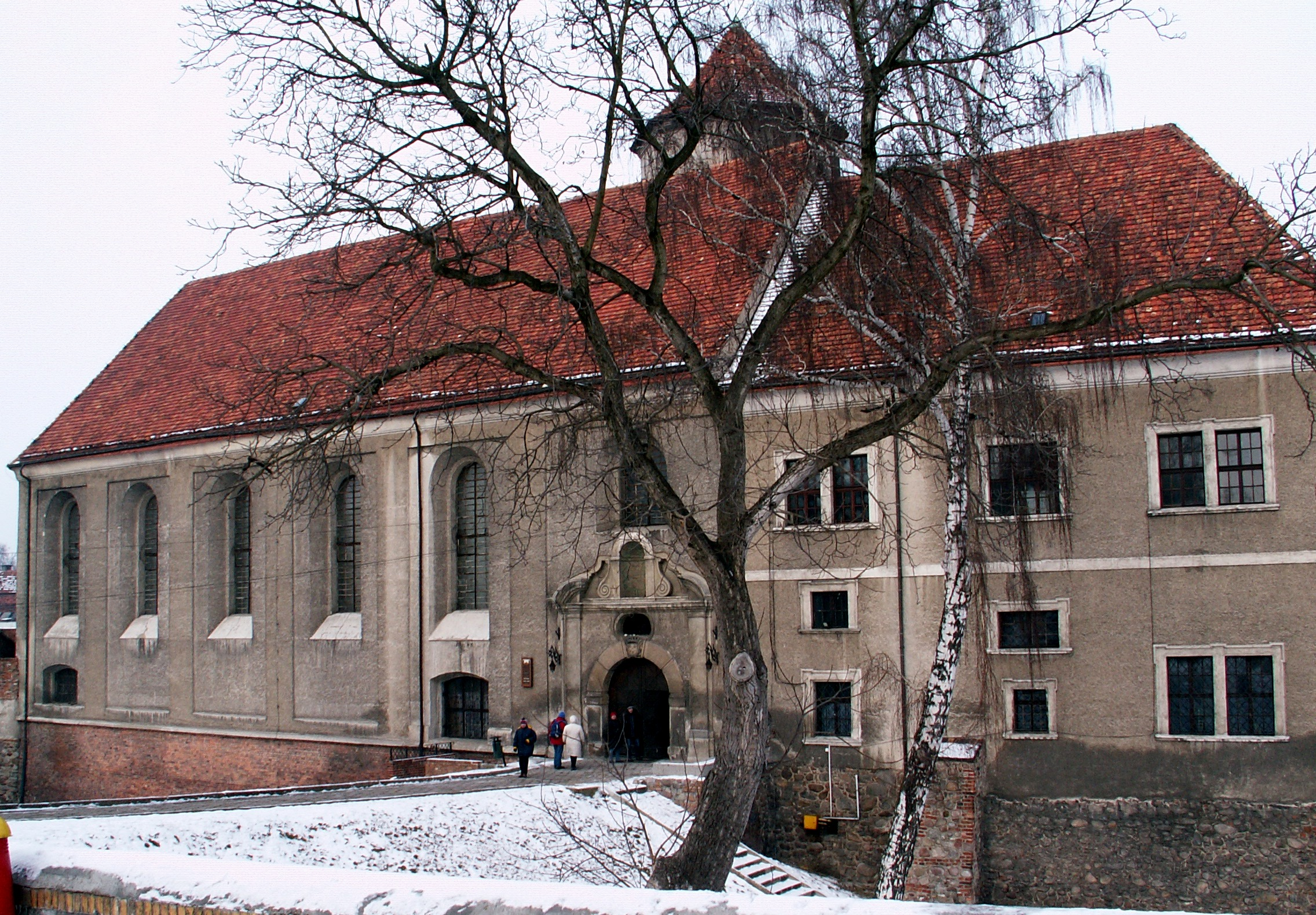
Schloss Freystadt

Nach dem Tod des Herzogs Heinrich V. 1369 wurde Freystadt für dessen jüngsten Sohn Heinrich VIII. 1378 aus dem Herzogtum Glogau ausgegliedert. Ihm gehörten daneben auch Grünberg und Sprottau. Nach dem Tod seiner Brüder Heinrich VI. d. Ä. († 1393) und Heinrich VII. „Rumpold“ († 1394) verband er Freystadt wiederum mit Glogau, das nun aus einem königlich-böhmischen und einem herzoglichen Teil bestand. Nach Heinrichs VIII. Unfalltod 1397 bei einem Reitturnier erbten herzoglich Glogau seine vier Söhne, die es zunächst gemeinsam verwalteten. Bei der Teilung des Erbes 1418 wurde Freystadt für den zweitgeborenen Sohn Heinrich IX. d. Ä. und dessen jüngeren Bruder Heinrich X. „Rumpold“ ausgegliedert. Nachdem letzterer schon 1423 verstorben war, erbte Freystadt dessen älterer Bruder Heinrich IX. d. Ä., dem ab 1430/31 auch Crossen gehörte. Er verband Freystadt wiederum mit dem herzoglichen Anteil von Glogau. 
Nachdem die direkte Linie der Glogauer Piasten mit Heinrich XI. 1476 erlosch, gelangten nach dem Glogauer Erbfolgestreit bis auf Crossen alle Glogauer Teile an seinen Vetter, den Saganer Herzog Johann II. Er verlor das Herzogtum Glogau 1488 an den böhmisch-ungarischen König Matthias Corvinus, der es seinem Sohn Johann Corvinus übertrug, der es zwei Jahre später nach dem Tod seines Vaters verlor. Nachfolgend fiel Freystadt mit Glogau als erledigtes Lehen an die Krone Böhmen.